# 旺克朗
旺克朗（法語：Vanclans，法語發音：[vɑ̃klɑ̃]）是法国杜省的一个旧市镇，属于蓬塔利耶区。2016年1月1日，旺克朗和相邻的另外5个市镇合并为新市镇莱普勒米耶萨潘（Les Premiers Sapins）。

## 地理
旺克朗（47°6'1"N, 6°21'41"E）面积9.6 平方千米，位于法国勃艮第-弗朗什-孔泰大區杜省，该省份为法国东部内陆省份，北起上索恩省，西接汝拉省，东部及东南部与瑞士接壤，东北部与贝尔福地区省接壤。
与旺克朗接壤的市镇（或旧市镇、城区）包括：朗特绍、埃特赖、莱普勒米耶萨潘、帕松方丹。
旺克朗的时区为UTC+01:00、UTC+02:00（夏令时）。

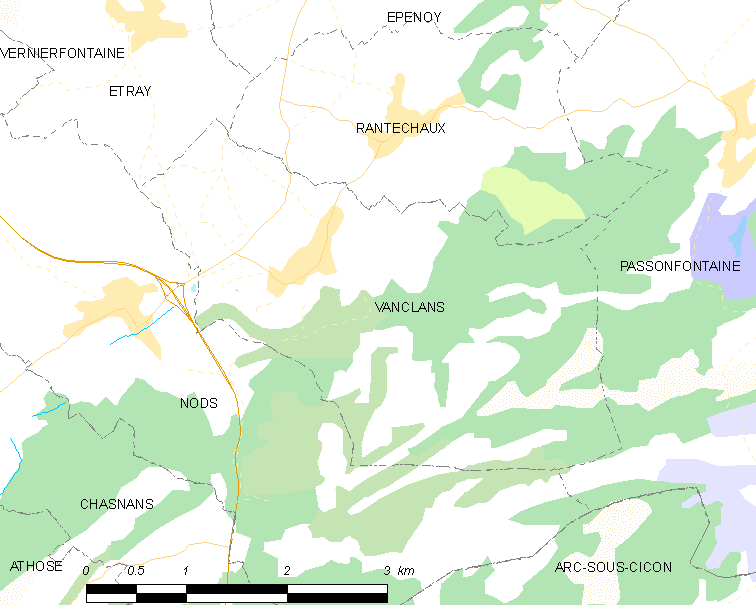
旺克朗的OSM定位图

## 行政
旺克朗的邮政编码为25580，INSEE市镇编码为25585。

## 政治
旺克朗所属的省级选区为瓦尔达翁县。

## 人口

1962-2008年间旺克朗人口变化图示

旺克朗于2018年1月1日时的人口数量为214人。